# 渡辺忠綱
渡辺 忠綱（わたなべ ただつな）は、江戸時代前期の旗本。

## 略歴
慶長9年（1604年）、渡辺重綱の三男として誕生した。
江戸幕府から直接拝領していた、武蔵領3000石を父・重綱より分領されるが、元和9年（1623年）、20歳にて早逝。その後、弟・吉綱に引き継がれる。
兄・忠綱の死を悲しんだ吉綱と、重綱は神田台に向岡山渡邉院忠綱寺と冠して一寺を建立し、その菩提を弔った。